# Johanneskapelle (Abbensen)

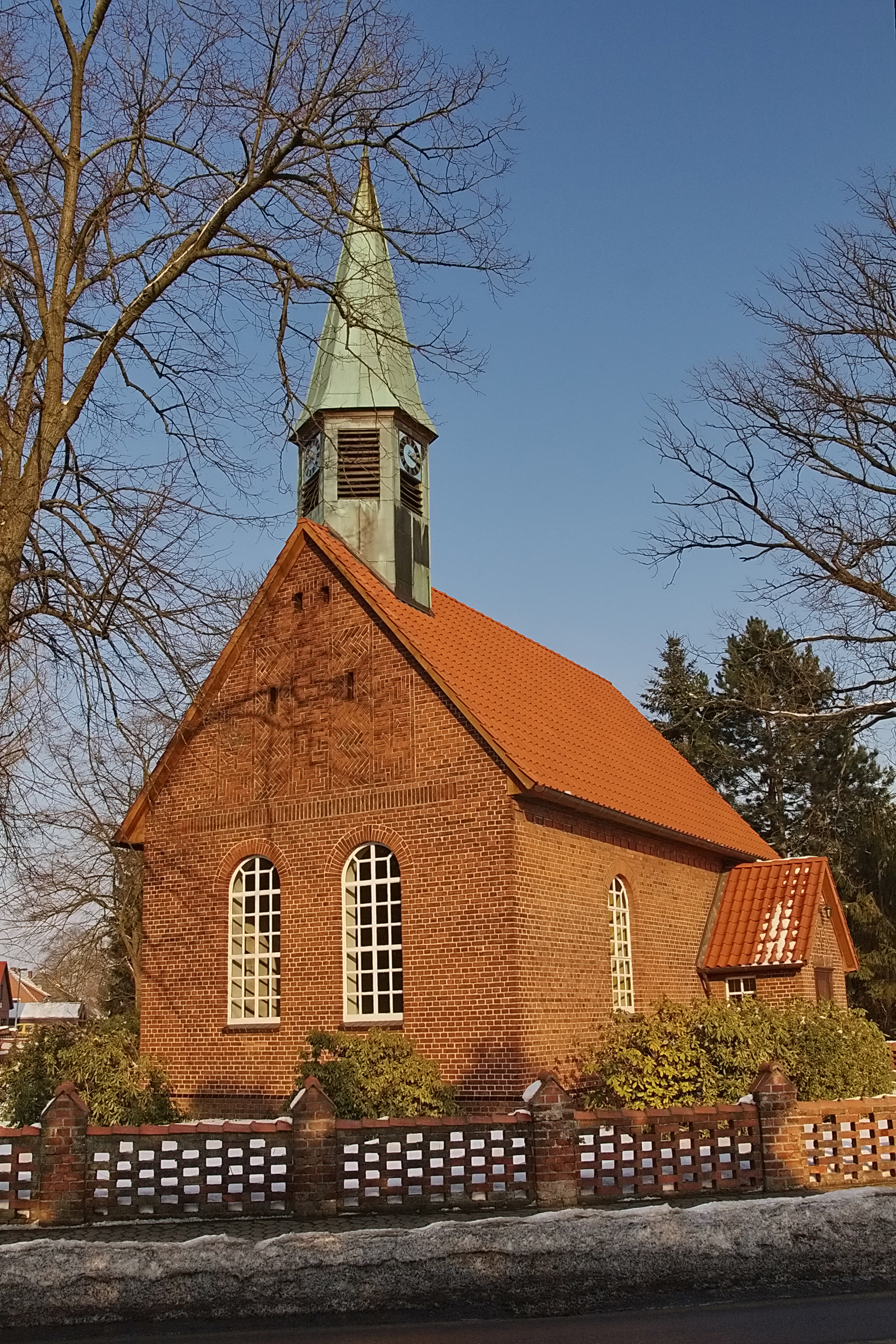
Johanniskapelle

Die evangelisch-lutherische Johanniskapelle steht in Abbensen, einem Ortsteil der Gemeinde Wedemark in der Region Hannover von Niedersachsen. Die Kapelle steht unter Denkmalschutz. Sie wird betreut von der Kirchengemeinde der Kirche Helstorf im Kirchenkreis Neustadt-Wunstorf im Sprengel Hannover der Evangelisch-lutherischen Landeskirche Hannovers.

## Geschichte
In Abbensen gab es schon im Mittelalter eine Kapelle, die spätestens 1543 als Filiale zur Kirchengemeinde Brelingen gehörte. 1665 wurde eine Fachwerkkirche errichtet. Im 18. Jahrhundert wurde das Dorf nach Helstorf umgepfarrt. Obwohl die Fachwerkkirche bereits 1901 als baufällig bezeichnet wurde, fanden bis 1910 in ihr weiterhin Gottesdienste statt. Ab 1911 wurde eine kleine Saalkirche aus Backsteinen errichtet, die am 24. Juni 1912 eingeweiht wurde. 

## Beschreibung
Der Chor im Osten hat einen geraden Abschluss. Aus dem Satteldach des Kirchenschiffs erhebt sich im Westen ein sechsseitiger Dachreiter mit spitzem Helm. Das Portal befindet sich in einem südlichen Anbau. Die Bogenfenster im Kirchenschiff und im Chor sind als Sprossenfenster ausgeführt. 
Der Innenraum ist mit einem hölzernen Tonnengewölbe überspannt. Die Kirchenausstattung, wie der spätgotische Flügelaltar, die hölzerne Kanzel von 1684 und das achtseitige pokalförmige Taufbecken von 1450 wurden vom Vorgängerbau übernommen, ebenso die um 1800 gegossene Kirchenglocke, die hinter den Klangarkaden des Dachreiters im Glockenstuhl hängt. In der Mitte des Flügelaltars befindet sich eine Kreuzigungsgruppe, in den Flügeln sind je sechs kleine Heilige abgebildet. Zur Einweihung der Kapelle wurde ein Harmonium angeschafft, das 2010 durch eine elektronische Orgel ersetzt wurde.